# ピット・ブルマスティフ
ピット・ブルマスティフ（英：Pit Bullmastiff）とは、アメリカ合衆国原産の闘犬用の犬種である。アメリカの西部で作出された犬種で、大型のピット・ブルを目指してアメリカン・ピット・ブル・テリアとブルマスティフを交配させたものをもとに改良を加えて作り出された。違法なギャンブル絡みの闘犬として使われたが、攻撃力は強いが体力がなく、通常のピット・ブル・テリアに勝つとは限らなかったという。